# SHINING UP
『SHINING UP』（シャイニング アップ）は、2022年8月29日に発売された韓国の男性アイドルグループ・TEMPESTの2ndミニ・アルバム。

## 解説
『It's ME, It's WE』より約5ヶ月ぶりのカムバックである。
タイトル曲「Can't Stop Shining」は「明るく輝く私と私たちの希望に満ちた未来」を意味している。
アルバム発売日にタイトル曲「Can't Stop Shining」のミュージックビデオを公開。
2023年2月22日にLP盤が発売された。

## 収録曲
1. Young & Wild
  - 作詞：Haeil, Xydo
  - 作曲：Swimgood
  - 編曲：Swimgood
2. Can't Stop Shining
  - 作詞：유가영, 72, 화랑
  - 作曲：Pollock, Christoffer Semelius, H.Kenneth
  - 編曲：Pollock
3. 하루만 (Only One Day)
  - 作詞：jane, 화랑
  - 作曲：PixelWave, JUNNY
  - 編曲：PixelWave
4. START UP
  - 作詞：Onestar, G-HIGH, Innerchild(MonoTree)
  - 作曲：G-HIGH, Onestar(MonoTree), 9rota
  - 編曲：G-HIGH(MonoTree), 9rota